# Prionurus laticlavius
Prionurus laticlavius е вид бодлоперка от семейство Acanthuridae. Видът не е застрашен от изчезване.

## Разпространение и местообитание
Разпространен е в Еквадор, Колумбия, Коста Рика, Мексико, Никарагуа и Панама.
Обитава крайбрежията и скалистите дъна на океани, морета, заливи и рифове в райони с тропически и субтропичен климат. Среща се на дълбочина от 1,4 до 27 m, при температура на водата от 25,5 до 27,5 °C и соленост 33 – 33,9 ‰.

## Описание
На дължина достигат до 60 cm.
Популацията на вида е стабилна.